# Roman Vjacseszlavovics Zozulja
Roman Vjacseszlavovics Zozulja (ukránul: Роман В'ячеславович Зозуля; Kijev, 1989. november 17. –) ukrán válogatott labdarúgó, a FK Dnyipro játékosa.
Az ukrán válogatott tagjaként részt vett a 2016-os Európa-bajnokságon.

## Sikerei, díjai
Dinamo Kijiv
- Ukrán bajnok (1): 2008–09
- Ukrán szuperkupa (1): 2009

Dnyipro Dnyipropetrovszk
- Európa-liga döntős (1): 2014–15